# Neuroradiologia
La neuroradiologia è una specialità della radiologia che si occupa dello studio diagnostico, terapeutico di anomalie sulla fisiologia del sistema nervoso e strutture annesse (cranio, colonna vertebrale) e della relativa ricerca scientifica. Tali interventi si realizzano attraverso l'utilizzo di radiazioni ionizzanti, ultrasuoni e campi magnetici; in particolare, la tomografia computerizzata e la risonanza magnetica rivestono un ruolo di prima istanza.

## Neuroradiologia diagnostica
Varie tecniche di imaging, alternative o complementari, sono utilizzate per la ricerca e la conferma diagnostica o per i bilanci pre- e post-operatori. Le principali affezioni indagate dalla neuroradiologia diagnostica sono:
- Malformazioni, congenite o secondarie, del distretto cranio-cerebrale e vertebro-midollare
- Affezioni vascolari (neuroradiologia dell'ischemia, neuroradiologia vascolare, neuroradiologia delle emorragie)
- Patologie infiammatorie o infettive
- Patologie degenerative
- Segni organici di sindromi neurologiche
- Segni organici di patologie neuroendocrine
- Alterazioni encefaliche dell'anziano
- Trauma cranico o del rachide
- Danno da compressione estrinseca (es ernia discale)
- Lesioni occupanti spazio (neuroradiologia dei tumori primitivi cerebrali, neuroradiologia delle metastasi, neuroradiologia delle sequele dei trattamenti antitumorali, neuroradiologia della regione sellare)
- Malattie tossiche e metaboliche

La tomografia computerizzata e la risonanza magnetica sono le indagini di prima istanza, risolutive nella maggior parte dei casi. Altre indagini, di uso più limitato, sono l'angiografia, la radiografia convenzionale e l'ecografia.
Anche la medicina nucleare può essere utilizzata nello studio del sistema nervoso sia in ambito clinico che di ricerca, in particolare tramite la PET cerebrale, il neuroimaging del sistema dopaminergico e la scintigrafia miocardica con metaiodobenzilguanidina.

### Risonanza magnetica
L'imaging di risonanza magnetica (RM) è la tecnica più diffusamente impiegata in neuroradiologia. Attraverso l'eccitazione dei nuclei atomici sottoposti a intensi campi magnetici è possibile ottenere immagini dettagliate dell'anatomia del sistema nervoso centrale. A seconda del treno di impulsi di radiofrequenza (la "sequenza") somministrato è possibile ottenere un differente segnale di ritorno e quindi differenti informazioni anatomiche o funzionali della regione studiata.

Ha un'alta risoluzione di contrasto intrinseca, elevata sensibilità nella definizione spaziale e multiplanarietà, caratteristiche che permettono di mostrare strutture (meningi, nuclei della base, nervi cranici) e dettagli anatomici non altrimenti visualizzabili mediante le altre metodiche di imaging: è in grado di fornire immagini molto dettagliate del parenchima e delle strutture ventricolari, consentendo una ricostruzione tridimensionale molto vicine all'anatomia effettiva, utili per gli interventi neurochirurgici. Permette inoltre studi funzionali, sia della componente motoria che sensitiva, tramite la tecnica integrata fMRI (dall'inglese "functional magnetic resonance imaging"), la quale studia l'attivazione delle aree cerebrali tramite l'ossigenazione o il moto termico generato dai fluidi. Infine, una particolare tecnica, l'angio-RM permette di eseguire studi angiografici con o senza l'utilizzo del mezzo di contrasto.

Gli impieghi della RM in neuroradiologia sono piuttosto ampi, ma trova particolare efficacia nello studio della patologia neoplastica, demielinizzante, infiammatoria/infettiva, degenerativa e cerebrovascolare. La scarsa sensibilità al tessuto osseo fa sì che non si presentino artefatti ossei ma abbia un'efficacia limitatissima nelle affezioni delle che colpiscono tale tessuto. Rappresentano controindicazioni assolute per l'applicazione di tale tecnica:
- Presenza di metalli non RM compatibili (frammenti post-traumatici, clip o protesi, ecc.);
- Protesi di cristallino impiantata nei primi anni '80[1]

Anche a livello midollare risulta un esame fondamentale, in grado di distinguere il midollo spinale, i suoi involucri meningei e gli spazi liquorali. V'è un maggior ricorso all'uso del mezzo di contrasto e risulta fondamentale nelòla valutazione delle malformazioni vertebro-midollari o vascolari, delle compressioni midollari o radicolari secondarie a processi espansivi o erniazioni discali.

### Tomografia computerizzata
La tomografia computerizzata (TC) è una tecnica fondamentale nell'imaging neurologico, impiegata prevalentemente nello studio in urgenza: ciò perché, pur avendo una definizione minore rispetto alla risonanza magnetica, associa ad un'efficacia elevata rapidità di esecuzione, una diffusione più capillare e costi più contenuti. È inoltre più efficace della RM nel rilevare l'emorragia in fase acuta e per lo studio delle alterazioni ossee (quest'ultimo esclusivo appannaggio della TC). L'impiego in elezione è molto limitato, principalmente alle situazioni in cui non sia possibile ricorrere alla RM: ricerca di calcificazioni e studio delle strutture ossee. È in grado di differenziare la sostanza grigia, quella bianca e gli spazi liquorali ed alla valutazione di segni patologici (edemi, necrosi, ecc.). Anch'essa permette lo studio angiografio (angio-TC) e la ricostruzione tridimensionale, abbastanza fedele, del distretto cranio-rachideo; questa, però, trova impiego soprattutto nella chirurgia maxillo-facciale.

A livello colonnare trova impiego spesso in associazione alla risonanza magnetica, non cvonsentendo, se non con utilizzo di mezzo di contrasto (Mielo-TC), la dimostrazione del midollo e dell'involucro meningeo. Trova utilizzo principalmente nei traumatismi acuti e nell'individuazione di alterazioni morfologiche, primarie o secondarie, del canale midollare.

### Angiografia
L'angiografia a sottrazione digitale (DSA) per cateterismo è una tecnica di seconda istanza per lo studio diagnostico delle strutture vascolari. Per via percutanea transfemorale si fanno navigare dei cateteri (piccoli tubicini) all'interno del sistema vascolare arterioso o venoso fino a raggiungere il vaso di interesse; qui si somministrano piccole dosi di mezzo di contrasto iodato e si acquisiscono radiografie seriate per lo studio dinamico del flusso. La scelta delle arterie da iniettare (carotide interna, carotide esterna, arteria vertebrale) dipende dal lato e dalla sede della lesione.

Sebbene sia ormai diffuso l'uso di metodiche meno invasive (angio-TC e angio-RM), l'angiografia rimane talvolta insostituibile per le maggiori informazioni dinamiche e funzionali che è in grado di fornire (circoli di compenso, tempi di transito, iniezione vascolare selettiva); ha impiego soprattutto nel bilancio preoperatorio tumorale e malformativo e nella valutazione dell'attacco ischemico transitorio, trombosi venosa ed emorragia intraparenchimale. Trova un impiego maggiore nella neuroradiologia interventistica.

### Radiografia convenzionale
Le indicazioni allo studio con gli strumenti della radiologia convenzionale a raggi X sono ormai limitati a pochi esami. Essa infatti non fornisce immagini dirette delle strutture encefaliche ma solo informazioni "indirette", legate ad alterazioni ossee o calcificazioni. Mantiene una sua importanza per la semplicità, rapidità, economicità e facile reperibilità; una conoscenza basilare, inoltre dei segni neuroradiologici può avere importanza nella rilevazione casuale di tali elementi durante indagini effettuate per altri motivi.
Per quanto riguarda il cranio, è possibile effettuare tre proiezioni di base ("sagittale occipito-nasale", "laterale" e "assiale submento-vertice"), le quali compongono l'esame standard, due proiezioni complementari ("semiassiale antero-posteriore", "sagittale occipito-buccale") e varie proiezioni speciali, rivolte ad evidenziari particolari strutture (es. canale ottico, rocca petrosa, ecc.). L'analisi della forma, e della struttura ossea, delle suture e dei solchi vascolari potranno evidenziare anomalie secondarie o producenti sintomatologia neurologica.

La radiografia trova un maggior, seppur modesto, impiego in presenza di sintomatologia neurologica a livello del rachide. Può essere effettuata tramite quattro proiezioni ("antero-posteriore", "latero-laterale", "obliqua destra" e "obliqua sinistra"), sotto carico (stazione eretta) o senza carico (decubito supino) e, ancora, in studio dinamico ("iperflessione", "iperestensione"). Permette di discriminare lesioni scheletriche, discali o neuro-vascolari.
Con la tecnica definita mielografia opaca, che sfrutta il passaggio di mezzo di contrasto iodato, tramite puntura lobare, nel canale midollare, è possibile visualizzare il decorso del midollo spinale.

### Ecografia
L'ecografia, in ambito neurologico, ha un ruolo marginale rispetto ad altre metodiche. La tecnica ecotomografica ha utilizzo esclusivo in ambito pediatrico, ove la sottigliezza della teca cranica e la presenza delle fontanelle permette una discreta valutazione ultrasonografica delle strutture encefaliche. Nel bambino è possibile valutare lesioni intracerebrali, emorragie e ectasie del sistema ventricolare; ha un utilizzo, inoltre, nella neuroradiologia interventistica.

La tecnica doppler può essere invece utilizzata per la valutazione dei vasi del collo e del circolo intracranico, sia arteriosi che venosi, anche nell'adulto. Pur essendo riportando immagini meno definite, ha il vantaggio di consentire il monitoraggio in tempo reale del circolo intracranico.

## Neuroradiologia interventistica
Mediante le medesime metodiche di imaging, e in particolar modo con l'utilizzo dell'angiografia è possibile effettuare delle procedure percutanee, endovascolari ed extravascolari, offrendo un'alternativa meno invasiva rispetto alla neurochirurgia convenzionale o fornendo una terapia per alcune patologie non aggredibili chirurgicamente, oppure ancora essendo d'ausilio alla neurochirurgia o alla radioterapia. Una delle principali metodiche utilizzate in neuroradiologia interventistica per la chiusura degli aneurismi cerebrali per via endovascolare, prevede il posizionamento, mediante l'utilizzo di cateteri con tecnica Seldinger, di spirali in platino distaccabili di Guglielmi.

L'ecotomografia è utilizzata come guida intraoperatoria nelle manovre di posizionamento degli shunt ventricolari nei bambini con idrocefalia e ne permette il follow up.

## Storia
Le potenzialità della radiologia applicate alla neurologia vennero intuite fin dall'inizio: già nel 1896, pochi mesi dopo la scoperta dei raggi x, il neurologo russo Vladimir Bechterev, durante una presentazione alla "Clinica delle patologie del sistema nervoso centrale" dell'Accademia Medica Militare Kirov di San Pietroburgo, intuì il possibile utilizzo della radiologia nello studio delle alterazioni scheletriche del cranio e della colonna vertebrale nella diagnosi delle patologie neurologiche. Ma fu nel 1905 che il neuropsichiatra austroungarico Arthur Schüller, considerato il padre della neuroradiologia pubblicò il libro "La base cranica sul radiogramma". In Italia, il primo testo di neuroradiologia fu "lezioni di craniologia Roetgen" del medico torinese Mario Bertolotti, considerato il fondatore della disciplina in Italia. Il primo reparto di neuroradiologia italiano risale al 1964, istituito all'Ospedale Antonio Cardarelli di Napoli mentre, la prima riforma ospedaliera che permette l'inserimento della neuroradiologia nell'elenco delle discipline ospedaliere, per le quali si prevede la possibilità dell'istituzione di reparti indipendenti, risale al 1969

## Istituzionalità
La neuroradiologia si è storicamente caratterizzata per avere sentito, rispetto alla radiologia classica, l'esigenza di un approccio dedicato al sistema nervoso, con una visione clinica delle patologie che lo interessano e del paziente da esse affetto, senza disconoscere per questo la fondamentale importanza di una conoscenza specialistica sia delle metodiche di imaging che delle cognizioni anatomiche-morfologiche-patologiche tipicamente appannaggio della radiologia classica.Il termine neuroradiologia è diventato pertanto ormai improprio in quanto concettualmente restrittivo, anche perché la neuroradiologia non utilizza solo radiazioni ionizzanti ma è ancora diffusamente utilizzato per convenzione. La disciplina è riconosciuta come specialità solo in alcuni Paesi e la sua regolamentazione varia a seconda dello stato: 
- Cile: è considerata un postgrado riservato agli specialisti in radiologia, ottenibile dopo due anni di corsi[8];
- Germania: è previsto un corso di uno o due anni riservato agli specialisti in radiologia[7];
- Italia: dal 2005 il neuroradiologo è uno specialista di radiologia che ha seguito corsi specifici ma non v'è un diploma specifico attestante l'indirizzo seguito[7]
- Messico: è considerata un postgrado riservato agli specialisti in radiologia, ottenibile dopo due anni di corsi[9];
- Portogallo: riconosciuta come specialità a sé stante[7];
- Svezia: Riconosciuta come specialità a sé stante[7];
- Stati Uniti: esiste un Certificate of Added Qualification in Neuroradiology che riconosce una cultura specifica ma non garantisce un percorso formativo, peraltro limitato alla sola neuroradiologia diagnostica[7].